# Ravne na Koroškem
Ravne na Koroškem, do roku 1952 Guštanj (německy Gutenstein) je město a správní středisko stejnojmenné občiny ve Slovinsku v Korutanském regionu. Nachází se u řeky Meži, asi 11 km severozápadně od Slovenj Gradce a asi 101 km severovýchodně od Lublaně. V roce 2019 zde trvale žilo 7 304 obyvatel.
Městem procházejí silnice 112 a 227. Sousedními městy jsou Dravograd, Prevalje a Slovenj Gradec.